# Église de Tammela
L'église Saint-Michel de Tammela  (en finnois : Tammelan Pyhän Mikaelin kirkko) est une église médiévale en pierre construite à Tammela en Finlande ,,,.

## L'église
L'église en pierre grise est bien conservée et a une valeur historique. 
L'église mesure 54 mètres de long et sa nef est la deuxième plus longue de Finlande après la  cathédrale de Turku.
L'église de pierre de Tammela est construite au début du XVIe siècle puis agrandie dans les années 1780.
La partie médiévale la plus ancienne de l'église est un peu plus étroite que le reste de la nef. 
L'église en pierre relativement basse et exceptionnellement longue a une toiture pente en tuiles. 
L'église est agrandie de 1781 à 1785 de presque trois fois sa longueur.
Les travaux de construction ont été réalisés sous la direction du maître maçon Matts Arelin selon les plans du Bureau du surintendant. 
À l'exception de la chaire, l'intérieur fixe a été rénové  dans les années 1880.
La chaire baroque a été offerte en 1640 par le gouverneur propriétaire du manoir de Saari, le comte Lorentz Creutz. 
L'église possède sept sculptures en bois dont les plus anciennes datent du XVIe siècle et les armoiries funéraires du maître Gerhard Fredrik Kuhlman avec ses épées datant du XVIIe siècle. 
Le retable, représentant la glorification du Christ, a été peint par Robert Wilhelm Ekman en 1860.

## Le clocher et le cimetière
La haute tour ouest avec un toit voûté de style baroque est bâtie, pour servir de clocher, lors de l'agrandissement de 1781-1785. 
L'inhumation sous le sol de l'église et dans le cimetière a pris fin en 1812, lorsqu'un nouveau cimetière a été installé de l'autre côté de la rue.

## Classement
En 2009, le direction des musées de Finlande a classé l'église comme l'un des Sites culturels construits d'intérêt national en Finlande.